# Godfrey Myles
Godfrey Clarence Myles (22 de setembro de 1968 - 10 de junho de 2011) foi um jogador profissional de futebol americano estadunidense que foi campeão da temporada de 1993 da National Football League jogando pelo Dallas Cowboys.